# Герб Великобілозерського району
Герб Великобілозе́рського райо́ну — офіційний символ Великобілозерського району Запорізької області, затверджений рішенням районної ради від 14 серпня 2009 № 8 «Про затвердження змісту, опису та порядку використання символіки Великобілозерського району».
Автор — А. Ґречило.

## Опис
У синьому полі заокругленого геральдичного щита летить золотий степовий орел над двома зеленими могилами (курганами), над орлом – п’ять срібних восьмипроменевих зірок, середня з яких більша від інших, у золотій основі — синя хвиляста балка.

## Значення символіки
Степовий орел та кургани відображають природні особливості району та його минуле: 5 зірок символізують 5 сіл (більша — Велику Білозерку, інші — Гюнівку, Зелену Балку, Новопетрівку та Качкарівку), підкреслюючи назву району. Зірки можуть також символізувати і 5 сільських рад. Золота основа означає багатий степ, а синя хвиляста балка (горизонтальна смуга) — річку Білозерку.

## Великий герб
Великий Герб Великобілозерського району: щит із гербом району вписано в декоративний картуш і увінчано золотою районною короною, внизу картуша вписані золоті колоски. У великому гербі золоті колоски підкреслюють аграрну специфіку району. Щит увінчує стилізований золотий територіальний вінець, що вказує на приналежність герба саме району.